# Jacques Baudou
Œuvres principales
- Le Vrai visage du Masque
- Le "87e district" d'Ed McBain : tout le monde est là. Dictionnaire des personnages

Jacques Baudou est un éditeur, critique littéraire, essayiste français, né à Strasbourg le 2 octobre 1946. Chargé de mission audiovisuelle à la ville de Reims, producteur, il est surtout connu comme critique littéraire et essayiste, spécialiste du roman policier et de la fiction policière à la radio et à la télévision. Il utilise parfois le pseudonyme de Daniel Prasson.

## Biographie
Licencié en sciences de la vie et docteur de troisième cycle de biologie cellulaire, il obtient un CAPASE (Certificat d’aptitude à l’animation socio-éducative).
Animateur cinématographique à la Maison de la Culture André-Malraux à Reims, il est le créateur du festival du roman et du film policiers de Reims qu’il animera huit éditions durant, fondateur avec Maurice Frydland des Rencontres européennes, puis internationales, de télévision de Reims (vingt éditions depuis 1988), dont il assure le secrétariat général, Jacques Baudou est aujourd’hui chargé de mission à la direction de la Culture de la ville de Reims sur l’audiovisuel, le livre et le multimédia.
Jacques Baudou a publié, seul ou en collaboration, des dizaines d’études, de préfaces, d’articles ou d’anthologies sur le roman policier ; sans oublier de nombreux volumes omnibus chez divers éditeurs (Le Masque, Presses de la Cité, Denoël), des ouvrages sur la télévision, la radio, le roman policier, la science-fiction et la fantasy.
Critique littéraire et chroniqueur au Monde, depuis plus de dix ans[réf. nécessaire], il y défend sa passion des littératures d’imaginaire (science-fiction, fantasy et fantastique).
Auteur de nouvelles policières et de science-fiction, il est aussi membre du jury du Grand prix de littérature policière et vice-président du jury du Prix Imaginales.

### Anthologies
- Le Musée de l'Holmes / Mémorial Sherlock Holmes : nouvelles (Néo “ Le Miroir obscur ” no 142, 1987, avec Paul Gayot / éd. rev., augm. : Terre de brume “ Terres mystérieuses ”, 2003) ;
- Mystères... 1986 (Le Livre de Poche no 6166, 1986, Trophées 813 du Meilleur Recueil de Nouvelles 1986) ;
- Mystères 87 (Le Livre de Poche no 6365, 1987, Trophées 813 du Meilleur Recueil de Nouvelles 1987) ;
- Mystères 88 (Le Livre de Poche no 6502, 1988) ;
- Anthologie du Mystère 89 (Le Livre de Poche no 6561, 1989) ;
- Mystères 90 (Masque GF, 1990) ;
- Mystères 91 (Masque GF, 1991) ;
- Mystère, mystère : 9 doses de littérature policière (Denoël “ Sueurs Froides ”, 1994) ;
- Polars : années cinquante (Omnibus, 1995) ;
- Fenêtres sur crimes : 9 ouvertures sur la littérature policière (Denoël “ Sueurs Froides ”, 1997) ;
- Paniques : les thrillers des années 80... (Omnibus, 1998) ;
- Petits crimes du temps jadis (Masque GF, 2001) ;
- 8 nouvelles policières (Flammarion Castor Poche, 2007).
- Les Noëls électriques : 19 récits de magie et de mystère / ill. Letizia Goffi. Lyon : les Moutons électriques, oct. 2007, 310 p. (Fiction spécial ; 2).  (ISBN 978-2-915-79334-5)
- Chapeau claque et fins limiers : enquêtes à la Belle Époque. Paris : Omnibus, 03/2013, 875 p.  (ISBN 978-2-258-10117-3)

### Études et essais
- La Bande dessinée à l’école, C.R.D.P. Reims, 1974 ;
- Le Vrai Visage du Masque, Futuropolis, 1984, (avec Jean-Jacques Schleret) ;
- Les Métamorphoses de "La Chouette", Futuropolis, 1986, (avec J.-J. Schleret) ;
- Meurtres en séries : les séries policières de la télévision française, Huitième art, 1990, (avec J.-J. Schleret)  (Trophées 813 "Prix Maurice Renault" 1990) ;
- Destination Danger, Huitième art, 1991 ;
- Les Feuilletons historiques de la télévision française, Huitième art, 1992, (avec J.-J. Schleret) ;
- Les Grandes Séries britanniques, Huitième art “ Les grandes séries ”, 1994, (avec C. Petit) ;
- Merveilleux, fantastique et SF à la télévision française, Huitième art “ Les dossiers du 8e art ”, 1995, (avec J.-J. Schleret) ;
- Radio Mystères : le théâtre radiophonique policier, fantastique et de science-fiction, Encrage, “ Travaux ” no 30, 1997 ;
- Le Polar, Larousse “ Guide Totem ”, 2001, (avec J.-J. Schleret) ;
- Le "87e district" d'Ed McBain : tout le monde est là. Dictionnaire des personnages, Omnibus, Suppl. à "87e district", t. 8, 2003 ;
- La Science-fiction, PUF, " Que sais-je ? ” no 1426, 2003 ;
- La Fantasy, PUF, " Que sais-je ? ”, 2005 ;
- Les Nombreuses Vies de Maigret. Lyon : les Moutons électriques, coll. Bibliothèque rouge, octobre 2007, 381 p.,  (ISBN 978-2-915-79336-9)
- Les Nombreuses Vies de miss Marple. Lyon : les Moutons électriques, coll. Bibliothèque rouge, avril 2009, 160 p.,  (ISBN 978-2-915-79366-6)
- Les Nombreuses Vies de Nestor Burma. Lyon : les Moutons électriques, coll. Bibliothèque rouge, octobre 2010, 336 p.,  (ISBN 978-2-361-83003-8)
- L'Encyclopédie de la fantasy, Fetjaine, 2009 ;
- L'Encyclopédie du fantastique, Fetjaine, 2011 ;
- Dictionnaire de Lupinologie. Arsène Lupin dans tous ses états, Bibliothèque d'Abdul Alhazred no 16, Éditions Œil du Sphinx juillet 2016 (en collaboration avec Paul Gayot)

### Romans
- La Lisière de Bohême. Lyon : les Moutons électriques, coll. Bibliothèque voltaïque, octobre 2014, 176 p.,  (ISBN 978-2-36183-181-3)
- Le Meurtre de l'enchanteur. Chaumont : Pythagore, 09/2017, 143 p.  (ISBN 978-2-37231-031-4)

### Éditions
- Dans la coll. “ Omnibus ” : Ed McBain, Hitchcock présente, Elizabeth George, Erle Stanley Gardner, Mervyn Peake, Margaret Millar
- Dans la coll. “ Les Intégrales du Masque ” : Agatha Christie, Alain Demouzon, Paul Gerrard, Pierre Véry, Fred Kassak

## Récompenses
- Trophées 813 de la Meilleure Œuvre de Télévision pour Calibre (FR3, 1986)
- Trophées 813 du Meilleur Recueil de Nouvelles 1986 pour Mystères... 1986 (Le Livre de Poche no 6166, 1986)
- Trophées 813 du Meilleur Recueil de Nouvelles 1987 pour Mystères 87 (Le Livre de Poche no 6365, 1987)